# نهر فاليريك
فاليريك (بالروسية: Валерик) هو نهر في جمهورية الشيشان في روسيا.
وقعت فيه معركة نهر فاليريك بين المتمردين الشيشان والإمبراطورية الروسية ضمن حرب القوقاز. وكانت موضوع قصيدة حربية للشاعر ميخائيل ليرمنتوف